# Theater Fauteuil

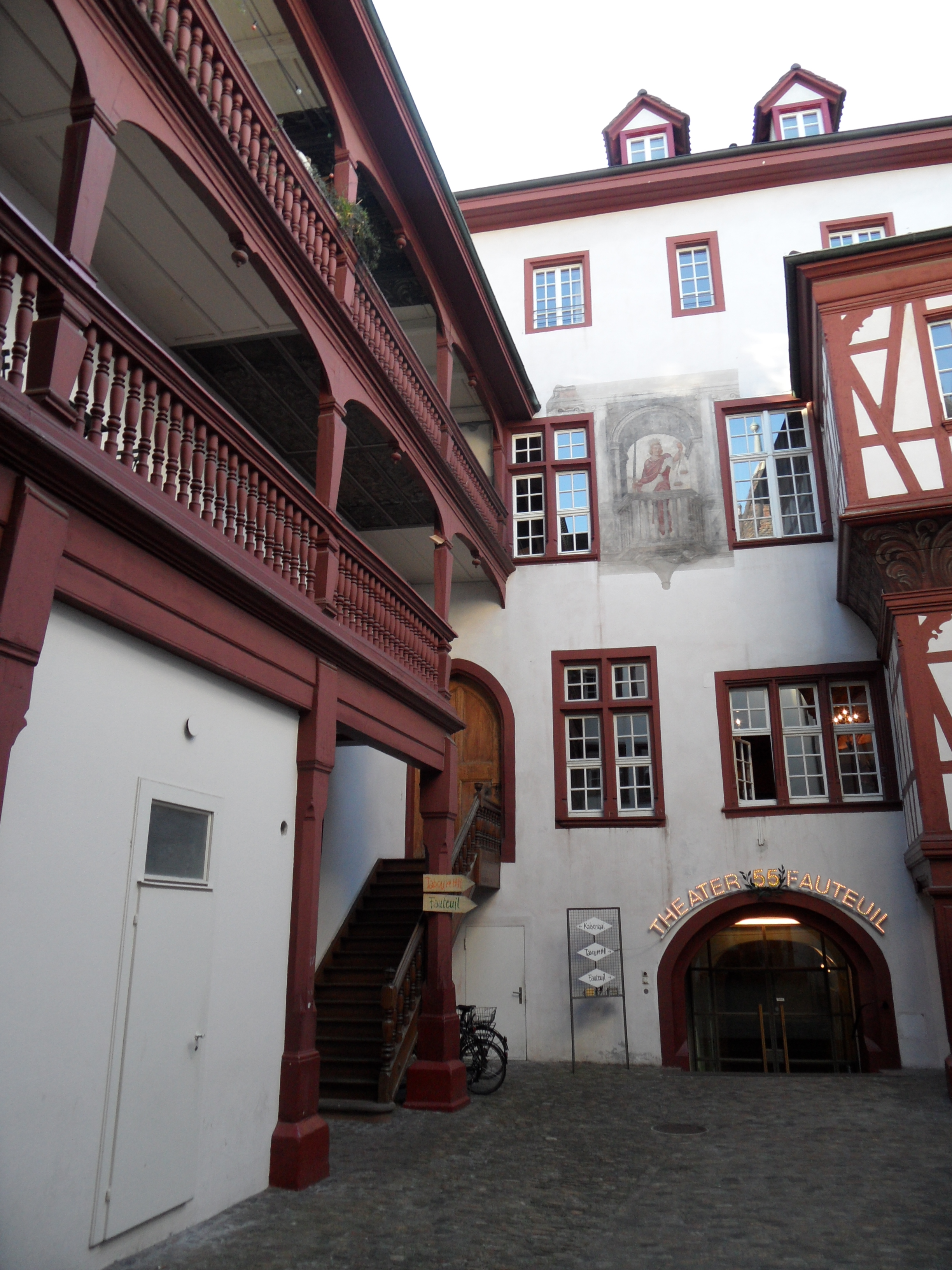
Spalenhof Innenhof, 1247 erstmals erwähnt

Das Theater Fauteuil ist ein Kleintheater in Basel.
Das Theater wird seit 1957 von der Familie des Schweizer Kabarettisten Alfred Rasser am Spalenberg betrieben. Es besteht neben dem eigentlichen Fauteuil aus dem 1971 eröffneten Tabourettli im ersten Stock und dem 1989 eröffneten Kaisersaal im zweiten Stock desselben Hauses.
Das Fauteuil ist ein Kellertheater mit Guckkastenbühne und fester Reihenbestuhlung. Es hat Platz für 225 Zuschauer. Das 1989 umgebaute Tabourettli ist das einzige Werk des Architekten Santiago Calatrava in Basel. Das Tabourettli bietet Platz für maximal 155 Besucher.